# Cristina Grosu
Maria Cristina Grosu (* 11. November 1976 in Craiova) ist eine ehemalige rumänische Leichtathletin, die im Mittel- und Langstreckenlauf an den Start ging.

## Sportliche Laufbahn
Erste internationale Erfahrungen sammelte Cristina Grosu im Jahr 1995, als sie bei den Leichtathletik-Junioreneuropameisterschaften in Nyíregyháza in 4:28,09 min den zehnten Platz im 1500-Meter-Lauf belegte. 1997 gelangte sie bei den U23-Europameisterschaften in Turku mit 4:19,48 min auf Rang neun und im Jahr darauf gewann sie bei den Balkanspielen in Belgrad in 15:33,96 min die Silbermedaille im 5000-Meter-Lauf. 1999 siegte sie in 9:20,54 min über 3000 Meter bei den Balkan-Hallenmeisterschaften in Piräus und im Juni siegte sie in 15:41,21 min über 5000 Meter bei den Balkan-Meisterschaften in Istanbul. Bei den Crosslauf-Weltmeisterschaften 2000 in Vilamoura wurde sie nach 28:38 min 57. im Langrennen und gelangte mit 13:54 min auf Rang 62 im Kurzrennen. Im Dezember lief sie bei den Crosslauf-Europameisterschaften in Malmö nach 18:10 min auf Rang 60. 2001 siegte sie in 9:00,88 min erneut im 3000-Meter-Lauf bei den Balkan-Hallenmeisterschaften in Piräus und anschließend wurde sie bei den Crosslauf-Weltmeisterschaften in Ostende mit 15:42 min 23. Anfang Juli gewann sie bei den Balkanspielen in Trikala in 4:16,87 min die Silbermedaille über 1500 Meter und anschließend belegte sie bei den Spielen der Frankophonie in Ottawa mit 4:20,61 min den neunten Platz. Daraufhin nahm sie an der Sommer-Universiade in Peking teil und gewann dort in 4:08,84 min die Silbermedaille über 1500 Meter hinter der Türkin Süreyya Ayhan und über 5000 Meter belegte sie in 16:09,19 min den sechsten Platz. Im Jahr darauf siegte sie in 8:55,22 min ein weiteres Mal über 3000 Meter bei den Balkan-Hallenmeisterschaften in Piräus und gelangte anschließend bei den Halleneuropameisterschaften in Wien in 9:02,99 min auf den sechsten Platz. Im August siegte sie über diese Distanz in 9:14,14 min auch bei den Balkan-Meisterschaften in Bukarest. 2003 verteidigte sie bei den Balkan-Hallenmeisterschaften in Peania mit 8:56,27 min ihren Titel und anschließend klassierte sie sich bei den Hallenweltmeisterschaften in Birmingham mit 8:58,65 min auf dem achten Platz. 2005 siegte sie in 9:22,31 min ein weiteres Mal über 3000 Meter bei den Balkan-Hallenmeisterschaften in Peania und kurz darauf schied sie bei den Halleneuropameisterschaften in Madrid mit 9:22,84 min in der Vorrunde aus. Im Juni 2006 bestritt sie in Albany ihren letzten offiziellen Wettkampf und beendete daraufhin ihre aktive sportliche Karriere im Alter von 29 Jahren.
2001 wurde Grosu rumänische Meisterin im 1500-Meter-Lauf und in den Jahren 2003, 2004 und 2006 wurde sie Hallenmeisterin über 3000 Meter.

## Persönliche Bestleistungen
- 1500 Meter: 4:08,07 min, 12. Juni 2004 in Bukarest
  - 1500 Meter (Halle): 4:12,20 min, 23. Februar 2003 in Bukarest
- 3000 Meter: 9:04,91 min, 23. Juni 2001 in Bremen
  - 3000 Meter (Halle): 8:51,58 min, 14. März 2003 in Birmingham
- 5000 Meter: 15:33,96 min, 13. Juni 1998 in Belgrad